# 박유명
박유명(朴惟明 1582년∼1640년)은 조선의 무신이다. 1620년(광해군 12) 무과에 급제하고, 1623년에 인조반정에 참여하여 정사공신(靖社功臣) 3등에 책록되고 그 뒤 당상선전관(堂上宣傳官)을 거쳐 오위장(五衛將)을 역임하였다.

## 같이 보기
- 박유명 초상
- 박유명초상모본